# Fórmula explícita
Em matemática, a fórmula explícita para funções L são relações entre somas sobre os números complexos zero de uma função L e soma entre potências de primos, introduzidos por Riemann em 1859 para a função zeta de Riemann. Tais fórmulas explícitas tem sido aplicadas também a questões sobre delimitações ao discriminante de um corpo numérico algébrico, e o condutor de um corpo numérico.

## Fórmula explícita de Riemann
Em seu artigo de 1859 Sobre o Número de Primos Menor Que Uma Dada Magnitude (Ueber die Anzahl der Primzahlen unter einer gegebenen Grösse, título original em alemão) Riemann encontrou uma fórmula explícita para o número de primos π(x) menores que um dado número x. Sua fórmula foi dada em termos da função relacionada
{\displaystyle f(x)=\pi (x)+{\frac {1}{2}}\pi (x^{1/2})+{\frac {1}{3}}\pi (x^{1/3})+\cdots }
a qual conta primos onde uma potência de primos pn conta como 1/n de um primo. O número de números primos pode ser recuperado a partir desta função por
{\displaystyle \pi (x)=\sum _{n}\mu (n)f(x^{1/n})/n=f(x)-{\frac {1}{2}}f(x^{1/2})-{\frac {1}{3}}f(x^{1/3})-\cdots .}
A fórmula de Riemann é então
{\displaystyle f(x)=\operatorname {Li} (x)-\sum _{\rho }\operatorname {Li} (x^{\rho })-\log(2)+\int _{x}^{\infty }{\frac {dt}{t(t^{2}-1)\log(t)}}}
envolvendo uma soma sobre os zeros não triviais ρ da função zeta de Riemann. A soma não é absolutamente convergente, mas pode ser avaliada tendo em vista os zeros do valor absoluto da sua parte imaginária. A função Li que ocorre no primeiro termo é o função logarítmica integral (não deslocada) dada pelo valor principal de Cauchy da integral divergente
{\displaystyle \operatorname {Li} (x)=\int _{0}^{x}{\frac {dx}{\log(x)}}.}
Os termos Li(xρ) envolvendo os zeros da função zeta precisam algum cuidado na sua definição como Li tem pontos de ramificação em 0 e 1, e são definidos por continuidade analítica na variável complexa ρ na região x> 1 e Re(ρ)>0. Os outros termos também correspondem a zeros: os termos dominantes Li(x) vem do pólo em s = 1, considerado como um zero de multiplicidade −1, e os pequenos termos remanescentes vêm dos zeros triviais. Esta fórmula diz que os zeros da função zeta de Riemann controlam as oscilações de primos em torno de suas posições "esperada" posições. (Para gráficos das somas dos primeiros termos desta série veja Zagier (1977)).
Uma simples variação da fórmula dee Riemann usando função de Chebyshev ψ em vez de π é
{\displaystyle \psi (x)=x-\sum _{\rho }{\frac {x^{\rho }}{\rho }}-\log(2\pi )-\log(1-x^{-2})/2}
onde para a não integral x, ψ (x) é a soma de log(p) ao longo de todos as potências de primos pn menores que x.

## Fórmula explícita de Weil
Existem várias maneiras ligeiramente diferentes para estabelecer a fórmula explícita.
A forma de Weil da fórmula explícita estabelece
{\displaystyle {\begin{aligned}&{}\quad \Phi (1)+\Phi (0)-\sum _{\rho }\Phi (\rho )\\&=\sum _{p,m}{\frac {\log(p)}{p^{m/2}}}(F(\log(p^{m})+F(-\log(p^{m}))-{\frac {1}{2\pi }}\int _{-\infty }^{\infty }\varphi (t)\Psi (t)\,dt\end{aligned}}}
onde
- ρ representa os zeros não triviais da função zeta
- p representa primos positivos
- m representa números inteiros positivos
- F é uma função suave de todos aquelas cujos derivadas diminuem rapidamente
- φ é uma transformada de Fourier F:

{\displaystyle \varphi (t)=\int _{-\infty }^{\infty }F(x)e^{itx}\,dx}
- Φ(1/2 + it) = φ(t)
- Ψ(t) = −log(π) + Re(ψ(1/4 + it/2)), where ψ is the digamma function Γ′/Γ.

A grosso modo, a fórmula explícita diz que a transformada de Fourier dos zeros da função zeta é o conjunto de potências de primos adicionada de alguns fatores elementares.
Os termos surgem na fórmula da seguinte maneira.
- Os termos do lado direito vêm a derivada logarítmica de

{\displaystyle \zeta ^{*}(s)=\Gamma (s/2)\pi ^{-s/2}\prod _{p}{\frac {1}{1-p^{-s}}}}
com os termos correspondentes ao primo p provenientes do fator de Euler de p, e o termo no final envolvendo Ψ proveniente do fator gama (o fator de Euler no infinito).
- O lado esquerdo é uma soma de todos os zeros de ζ * contado com multiplicidades, para os pólos em 0 e 1 são contados como zeros de ordem −1.